# Historique du parcours européen du Stade rochelais
Dernière mise à jour : 15 janvier 2023.
Le parcours européen du Stade rochelais est l'histoire des participations du Stade rochelais aux compétitions européennes depuis 1996.
En 2022, le Stade rochelais remporte la Coupe d'Europe pour la première fois de son histoire. Il réalise un doublé en remportant l'édition suivante, la Champions Cup 2023, compétition renommée après l'ouverture aux équipes sud-africaines.

## Historique

### 1997-1998
Challenge européen 1997-1998
|   | Équipe          | Joués | V | N | D | EM | EE | PP  | PE  | Diff | Points |
| - | --------------- | ----- | - | - | - | -- | -- | --- | --- | ---- | ------ |
| 1 | SU Agen         | 6     | 6 | 0 | 0 | 27 | 12 | 219 | 105 | +114 | 12     |
| 2 | Bristol Rugby   | 6     | 2 | 0 | 4 | 16 | 22 | 115 | 180 | -65  | 4      |
| 3 | Ebbw Vale       | 6     | 2 | 0 | 4 | 12 | 17 | 117 | 155 | -38  | 4      |
| 4 | Stade rochelais | 6     | 2 | 0 | 4 | 11 | 15 | 128 | 139 | -11  | 4      |

| 7 septembre 1997  | Memorial Ground        | Bristol Shoguns | 33 | 14 | La Rochelle     |
| 14 septembre 1997 | Stade Marcel-Deflandre | La Rochelle     | 20 | 33 | SU Agen         |
| 20 septembre 1997 | Stade Marcel-Deflandre | La Rochelle     | 25 | 24 | Ebbw Vale       |
| 27 septembre 1997 | Stade Armandie         | SU Agen         | 21 | 15 | La Rochelle     |
| 4 octobre 1997    | Eugene Cross Park      | Ebbw Vale       | 21 | 19 | La Rochelle     |
| 12 octobre 1997   | Stade Marcel-Deflandre | La Rochelle     | 35 | 7  | Bristol Shoguns |

### 2000-2001
Challenge européen 2000-2001
|                            | MJ | V | N | D | PP  | PC  | Pts |
| -------------------------- | -- | - | - | - | --- | --- | --- |
| Mont-de-Marsan France      | 6  | 5 | 0 | 1 | 177 | 113 | 10  |
| La Rochelle France         | 6  | 3 | 1 | 2 | 167 | 113 | 7   |
| Bristol Shoguns Angleterre | 6  | 3 | 1 | 2 | 199 | 147 | 7   |
| Rugby Parme Italie         | 6  | 0 | 0 | 6 | 92  | 262 | 0   |

La Rochelle finit devant Bristol Shoguns pour avoir marqué plus d'essais dans les confrontations directes.
| Rugby Parme     | 6 - 30  | La Rochelle     |
| La Rochelle     | 34 - 19 | Bristol Shoguns |
| Mont-de-Marsan  | 12 - 7  | La Rochelle     |
| La Rochelle     | 12 - 16 | Mont-de-Marsan  |
| La Rochelle     | 43 - 19 | Rugby Parme     |
| Bristol Shoguns | 41 - 41 | La Rochelle     |

### 2001-2002
Challenge européen 2001-2002
|                           | MJ | V | N | D | PP  | PC  | Pts |
| ------------------------- | -- | - | - | - | --- | --- | --- |
| Gloucester Angleterre     | 6  | 6 | 0 | 0 | 362 | 62  | 12  |
| La Rochelle France        | 6  | 4 | 0 | 2 | 161 | 177 | 8   |
| Caerphilly Pays de Galles | 6  | 2 | 0 | 4 | 170 | 281 | 4   |
| GRAN Parme Italie         | 6  | 0 | 0 | 6 | 104 | 277 | 0   |

| Gloucester  | 34 - 15 | La Rochelle |
| La Rochelle | 44 - 39 | Caerphilly  |
| La Rochelle | 28 - 14 | GRAN Parme  |
| GRAN Parme  | 25 - 30 | La Rochelle |
| Caerphilly  | 29 - 32 | La Rochelle |
| La Rochelle | 12 - 36 | Gloucester  |

### 2010-2011
Challenge européen 2010-2011
Phase de poule
| Rang | Équipe          | J | V | N | D | Em | Ee | Bo | Bd | Pm  | Pe  | Diff | Pts |
| ---- | --------------- | - | - | - | - | -- | -- | -- | -- | --- | --- | ---- | --- |
| 1    | Stade rochelais | 6 | 5 | 0 | 1 | 26 | 10 | 3  | 1  | 197 | 91  | +106 | 24  |
| 2    | Gloucester RFC  | 6 | 4 | 0 | 2 | 35 | 7  | 3  | 2  | 255 | 77  | +178 | 21  |
| 3    | SU Agen         | 6 | 3 | 0 | 3 | 21 | 18 | 2  | 1  | 167 | 158 | +9   | 15  |
| 4    | Rugby Rovigo    | 6 | 0 | 0 | 6 | 6  | 53 | 0  | 0  | 55  | 348 | -293 | 0   |

| 9 octobre   | Stadio Mario Battaglini | Rugby Rovigo     | 3 - 38  | Stade rochelais  |
| 16 octobre  | Stade Marcel-Deflandre  | Stade rochelais  | 30 - 23 | SU Agen          |
| 12 décembre | Stade Marcel-Deflandre  | Stade rochelais  | 6 - 13  | Gloucester Rugby |
| 19 décembre | Kingsholm Stadium       | Gloucester Rugby | 18 - 24 | Stade rochelais  |
| 13 janvier  | Stade Armandie          | SU Agen          | 17 - 28 | Stade rochelais  |
| 20 janvier  | Stade Marcel-Deflandre  | Stade rochelais  | 71 - 17 | Rugby Rovigo     |

Quart de finale
| 7 avril 2011 20:45 CET | Stade rochelais                                                                           | 13 - 23 (6 - 13) | ASM Clermont | Stade Marcel-Deflandre, La Rochelle 8 500 spectateurs Arbitre : George Clancy |
| 7 avril 2011 20:45 CET | Essai(s) : Goosen (63e) Transformation(s) : Goosen (63e) Pénalité(s) : Goosen 2 (7e, 17e) |                  | Essai(s) : Rougerie (13e), Murimurivalu (71e) Transformation(s) : James 2 (13e, 71e) Pénalité(s) : James 3 (3e, 28e, 76e) | Stade Marcel-Deflandre, La Rochelle 8 500 spectateurs Arbitre : George Clancy |
| 7 avril 2011 20:45 CET |                                                                                           |                  | | Stade Marcel-Deflandre, La Rochelle 8 500 spectateurs Arbitre : George Clancy |

### 2014-2015
Challenge européen 2014-2015
| Rang | Équipe           | J | V | N | D | Em | Ee | Bo | Bd | Pm  | Pe  | Diff | Pts |
| ---- | ---------------- | - | - | - | - | -- | -- | -- | -- | --- | --- | ---- | --- |
| 1    | Exeter Chiefs    | 6 | 5 | 0 | 1 | 26 | 11 | 4  | 1  | 212 | 97  | +115 | 25  |
| 2    | Connacht         | 6 | 4 | 0 | 2 | 23 | 16 | 4  | 0  | 186 | 144 | +42  | 20  |
| 3    | Aviron bayonnais | 6 | 2 | 0 | 4 | 10 | 18 | 0  | 1  | 106 | 165 | -59  | 9   |
| 4    | Stade rochelais  | 6 | 1 | 0 | 5 | 10 | 24 | 0  | 0  | 84  | 192 | -108 | 4   |

### 2015-2016
Challenge européen 2015-2016
| Rang | Équipe             | J | V | N | D | Em | Ee | Bo | Bd | Pm  | Pe  | Diff | Pts |
| ---- | ------------------ | - | - | - | - | -- | -- | -- | -- | --- | --- | ---- | --- |
| 1    | Gloucester RFC T   | 6 | 6 | 0 | 0 | 16 | 9  | 1  | 0  | 151 | 86  | +65  | 25  |
| 2    | Zebre              | 6 | 3 | 0 | 3 | 11 | 11 | 0  | 1  | 114 | 92  | +22  | 13  |
| 3    | Stade rochelais    | 6 | 2 | 0 | 4 | 13 | 13 | 2  | 0  | 100 | 127 | -27  | 10  |
| 4    | Worcester Warriors | 6 | 1 | 0 | 5 | 8  | 15 | 0  | 1  | 88  | 148 | -60  | 5   |

### 2016-2017
Challenge européen 2016-2017
Phase de poule
| Rang | Équipe           | J | V | N | D | Em | Ee | Bo | Bd | Pm  | Pe  | Diff | Pts |
| ---- | ---------------- | - | - | - | - | -- | -- | -- | -- | --- | --- | ---- | --- |
| 1    | Gloucester RFC   | 6 | 5 | 0 | 1 | 31 | 14 | 5  | 0  | 237 | 110 | +127 | 25  |
| 2    | Stade rochelais  | 6 | 5 | 0 | 1 | 24 | 10 | 4  | 0  | 203 | 104 | +99  | 24  |
| 3    | Benetton Trévise | 6 | 2 | 0 | 4 | 9  | 23 | 0  | 0  | 75  | 182 | -107 | 8   |
| 4    | Aviron bayonnais | 6 | 0 | 0 | 6 | 13 | 30 | 0  | 1  | 116 | 235 | -119 | 1   |

Phase finale
| 31 mars 2017 21 h 00 | Edinburgh Rugby | 22 - 32 (12 - 26) | Stade rochelais | Murrayfield Stadium, Édimbourg 5 489 spectateurs Arbitre : Luke Pearce |
| 31 mars 2017 21 h 00 | Essai(s) : 3 Burleigh (19e), Ford (39e), Watson (46e) Transformation(s) : 2 Tovey (20e), Hidalgo-Clyne (48e) Pénalité(s) : 1 Weir (65e) |                   | Essai(s) : 4 Maurouard (5e, 11e), Retière (24e), Barry (35e) Transformation(s) : 3 James (6e, 13e, 35e) Pénalité(s) : 2 James (69e, 79e) Carton(s) jaune(s) : 1 Kaulashvili (64e) | Murrayfield Stadium, Édimbourg 5 489 spectateurs Arbitre : Luke Pearce |
| 31 mars 2017 21 h 00 | |                   | | Murrayfield Stadium, Édimbourg 5 489 spectateurs Arbitre : Luke Pearce |

| 22 avril 2017 21 h 00 | Stade rochelais                                                                                      | 14 - 16 (6 - 6) | Gloucester RFC | Stade Marcel Deflandre, La Rochelle 15 000 spectateurs Arbitre : Andrew Brace |
| 22 avril 2017 21 h 00 | Essai(s) : 1 Lagrange (66e) Pénalité(s) : 3 James (24e, 40e+3, 62e) Carton(s) jaune(s) : 1 Qovu (7e) |                 | Essai(s) : 1 Burns (58e) Transformation(s) : 1 Burns (59e) Pénalité(s) : 3 Burns (8e, 17e, 55e) Carton(s) jaune(s) : 1 Savage (33e) | Stade Marcel Deflandre, La Rochelle 15 000 spectateurs Arbitre : Andrew Brace |
| 22 avril 2017 21 h 00 | |                 | | Stade Marcel Deflandre, La Rochelle 15 000 spectateurs Arbitre : Andrew Brace |

### 2017-2018
Coupe d'Europe 2017-2018
| Rang | Équipe          | J | V | N | D | Em | Ee | Bo | Bd | Pm  | Pe  | Diff | Pts |
| ---- | --------------- | - | - | - | - | -- | -- | -- | -- | --- | --- | ---- | --- |
| 1    | Stade rochelais | 6 | 4 | 0 | 2 | 18 | 17 | 3  | 1  | 156 | 121 | +35  | 20  |
| 2    | Wasps           | 6 | 3 | 0 | 3 | 21 | 15 | 4  | 1  | 154 | 121 | +33  | 17  |
| 3    | Ulster          | 6 | 4 | 0 | 2 | 15 | 15 | 1  | 0  | 132 | 118 | +14  | 17  |
| 4    | Harlequins      | 6 | 1 | 0 | 5 | 15 | 22 | 2  | 1  | 106 | 188 | -82  | 7   |

Phase finale
| 30 mars 2018 18 h 30 | Llanelli Scarlets | 29 - 17 (12 - 10) | Stade rochelais | Parc y Scarlets, Llanelli 15 373 spectateurs Arbitre : Luke Pearce |
| 30 mars 2018 18 h 30 | Essai(s) : 2 Patchell (60e), Williams (75e) Transformation(s) : 2 Halfpenny (62e, 76e) Pénalité(s) : 5 Halfpenny (4e, 11e, 18e, 25e, 45e) Carton(s) jaune(s) : 1 Boyde (69e) |                   | Essai(s) : 2 Sazy (8e), Boudehent (80e) Transformation(s) : 2 Balès (9e), Noble (80e+1) Pénalité(s) : 1 Balès (40e) | Parc y Scarlets, Llanelli 15 373 spectateurs Arbitre : Luke Pearce |
| 30 mars 2018 18 h 30 | |                   | | Parc y Scarlets, Llanelli 15 373 spectateurs Arbitre : Luke Pearce |

### 2018-2019
Challenge européen 2018-2019
| Rang | Équipe          | J | V | N | D | Em | Ee | Bo | Bd | Pm  | Pe  | Diff | Pts |
| ---- | --------------- | - | - | - | - | -- | -- | -- | -- | --- | --- | ---- | --- |
| 1    | Stade rochelais | 6 | 5 | 0 | 1 | 32 | 15 | 4  | 0  | 238 | 104 | +134 | 24  |
| 2    | Bristol Bears   | 6 | 4 | 0 | 2 | 42 | 13 | 4  | 1  | 267 | 108 | +159 | 21  |
| 3    | Zebre           | 6 | 3 | 0 | 3 | 21 | 18 | 2  | 0  | 153 | 142 | +11  | 14  |
| 4    | Enisey-STM      | 6 | 0 | 0 | 6 | 14 | 63 | 1  | 0  | 103 | 407 | -304 | 1   |

Phase finale
| 31 mars 2019 13 h 45 | Stade rochelais | 39 - 15 (29 - 10) | Bristol Bears                                                                                              | Stade Marcel Deflandre, La Rochelle 15,000 spectateurs Arbitre : John Lacey |
| 31 mars 2019 13 h 45 | Essai(s) : 5 Alldritt (12e), Essai de pénalité (20e), Doumayrou (26e), Liebenberg (40e), Rattez (71e) Transformation(s) : 3 West (13e, 27e), Lamb (72e) Pénalité(s) : 2 West (7e, 52e) |                   | Essai(s) : 2 Luatua (35e), O'Conor (79e) Transformation(s) : 1 Madigan (36e) Pénalité(s) : 1 Madigan (17e) | Stade Marcel Deflandre, La Rochelle 15,000 spectateurs Arbitre : John Lacey |
| 31 mars 2019 13 h 45 | |                   | | Stade Marcel Deflandre, La Rochelle 15,000 spectateurs Arbitre : John Lacey |

| 20 avril 2019 18 h 30 | Stade rochelais | 24 - 20 (17 - 17) | Sale Sharks | Stade Marcel Deflandre, La Rochelle 16,000 spectateurs Arbitre : Nigel Owens |
| 20 avril 2019 18 h 30 | Essai(s) : 3 Essai de pénalité (24e), Kini Murimurivalu (27e), Alldritt (51e) Transformation(s) : 2 West (27e, 51e) Pénalité(s) : 1 West (17e) |                   | Essai(s) : 2 Essai de pénalité (14e), Ashton (34e) Transformation(s) : 1 MacGinty (34e) Pénalité(s) : 2 MacGinty (20e, 69e) | Stade Marcel Deflandre, La Rochelle 16,000 spectateurs Arbitre : Nigel Owens |
| 20 avril 2019 18 h 30 | |                   | | Stade Marcel Deflandre, La Rochelle 16,000 spectateurs Arbitre : Nigel Owens |

| 10 mai 2019 20 h 45 | ASM Clermont | 36 - 16 (13 - 6) | Stade rochelais                                                                                 | St James' Park, Newcastle upon Tyne Arbitre : Wayne Barnes |
| 10 mai 2019 20 h 45 | Essai(s) : 3 Penaud (30e), Lee (59e), Fofana (71e) Transformation(s) : 3 Laidlaw (31e, 60e, 72e) Pénalité(s) : 5 Parra (13e), Laidlaw (23e, 52e, 57e, 80e) Carton(s) jaune(s) : 1 Raka (76e) |                  | Essai(s) : 1 Atonio (65e) Transformation(s) : 1 West (66e) Pénalité(s) : 3 West (25e, 35e, 48e) | St James' Park, Newcastle upon Tyne Arbitre : Wayne Barnes |
| 10 mai 2019 20 h 45 | |                  |                                                                                                 | St James' Park, Newcastle upon Tyne Arbitre : Wayne Barnes |

### 2019-2020
Coupe d'Europe 2019-2020
| Rang | Équipe           | J | V | N | D | Em | Ee | Bo | Bd | Pm  | Pe  | Diff | Pts |
| ---- | ---------------- | - | - | - | - | -- | -- | -- | -- | --- | --- | ---- | --- |
| 1    | Exeter Chiefs    | 6 | 5 | 1 | 0 | 25 | 13 | 5  | 0  | 186 | 105 | +81  | 27  |
| 2    | Glasgow Warriors | 6 | 3 | 1 | 2 | 17 | 14 | 2  | 1  | 141 | 115 | +26  | 17  |
| 3    | Stade rochelais  | 6 | 2 | 0 | 4 | 13 | 18 | 1  | 1  | 107 | 146 | -39  | 10  |
| 4    | Sale Sharks      | 6 | 1 | 0 | 5 | 11 | 21 | 0  | 3  | 92  | 160 | -68  | 7   |

### 2020-2021
Coupe d'Europe 2020-2021
Phase de poule
| 12 décembre 2020 20h00 WET | Édimbourg Rugby                                                | 8 - 13 (3 - 8) | Stade rochelais                                                        | Murrayfield Stadium, Édimbourg 0 spectateurs Arbitre : Luke Pearce |
| 12 décembre 2020 20h00 WET | Essai(s) : 1 Kinghorn (51e) Pénalité(s) : 1 Van der Walt (37e) | Rapport        | Essai(s) : 2 Rhule (24e), Sinzelle (42e) Pénalité(s) : 1 Plisson (11e) | Murrayfield Stadium, Édimbourg 0 spectateurs Arbitre : Luke Pearce |
| 12 décembre 2020 20h00 WET |                                                                | Rapport        |                                                                        | Murrayfield Stadium, Édimbourg 0 spectateurs Arbitre : Luke Pearce |

La phase de poule est perturbée par la pandémie de Covid-19.
Phase finale
| 2 avril 2021 21 h | Gloucester Rugby | 16 - 27 (13 - 15) | Stade rochelais | Kingsholm Stadium, Gloucester 0 spectateurs Arbitre : Andrew Brace |
| 2 avril 2021 21 h | Rapport          |                   |                 | Kingsholm Stadium, Gloucester 0 spectateurs Arbitre : Andrew Brace |
| 2 avril 2021 21 h |                  |                   |                 | Kingsholm Stadium, Gloucester 0 spectateurs Arbitre : Andrew Brace |

| 10 avril 2021 16 h | Stade rochelais | 45 - 21 (18 - 16) | Sale Sharks | Stade Marcel-Deflandre, La Rochelle Arbitre : Andrew Brace |
| 10 avril 2021 16 h | Essai(s) : 4 Alldritt (28e), Leyds (36e), Rhule (41e, 51e), Doumayrou (61e, 69e) Transformation(s) : 3 West (37e, 42e, 62e) Pénalité(s) : 3 West (11e, 21e, 65e) | Rapport           | Essai(s) : James (40e + 1), McGuigan (76e) Transformation(s) : MacGinty (40e + 4) Pénalité(s) : MacGinty (9e, 26e, 33e) | Stade Marcel-Deflandre, La Rochelle Arbitre : Andrew Brace |
| 10 avril 2021 16 h | | Rapport           | | Stade Marcel-Deflandre, La Rochelle Arbitre : Andrew Brace |

| 2 mai 2021 16 h | Stade rochelais | 32 - 23 (12 - 13) | Leinster | Stade Marcel-Deflandre, La Rochelle Arbitre : Matthew Carley |
| 2 mai 2021 16 h | Essai(s) : Alldritt (65e), Skelton (73e) Transformation(s) : West (67e, 75e) Pénalité(s) : West (15e, 32e, 36e, 46e, 56e) Drop(s) : West (18e) Carton(s) jaune(s) : Liebenberg (7e) | Rapport           | Essai(s) : Furlong (8e), Byrne (77e) Transformation(s) : Byrne (8e, 77e) Pénalité(s) : Byrne (20e, 26e, 52e) Carton(s) jaune(s) : Lowe (54e) | Stade Marcel-Deflandre, La Rochelle Arbitre : Matthew Carley |
| 2 mai 2021 16 h | | Rapport           | | Stade Marcel-Deflandre, La Rochelle Arbitre : Matthew Carley |

| Finale 22 mai 2021 17 h 45 | Stade rochelais                                                                                            | 17 - 22 (12 - 9) | Stade toulousain | Stade de Twickenham, Londres 10 000 spectateurs Arbitre : Luke Pearce |
| Finale 22 mai 2021 17 h 45 | Essai(s) : 1 Kerr-Barlow (72e) Pénalité(s) : 4 West (7e, 26e, 32e, 40e) Carton(s) rouge(s) : 1 Botia (27e) | Rapport          | Essai(s) : 1 Mallía (59e) Transformation(s) : 1 Ntamack (60e) Pénalité(s) : 5 Ntamack (4e, 10e, 37e, 46e, 69e) Carton(s) jaune(s) : 1 Elstadt (31e) | Stade de Twickenham, Londres 10 000 spectateurs Arbitre : Luke Pearce |
| Finale 22 mai 2021 17 h 45 | | Rapport          | | Stade de Twickenham, Londres 10 000 spectateurs Arbitre : Luke Pearce |

### 2021-2022
Coupe d'Europe 2021-2022
Phase de poule
Phase finale
Les huitièmes de finale se jouent en deux manches les week-ends du 10 avril 2022 et du 17 avril 2022.
| Club            | Aller   | Total   | Retour  | Club                  |
| --------------- | ------- | ------- | ------- | --------------------- |
| Stade rochelais | 31 - 13 | 62 - 36 | 31 - 23 | Union Bordeaux Bègles |

| Club            | Score   | Club            |
| --------------- | ------- | --------------- |
| Stade rochelais | 31 - 19 | Montpellier HR  |
| Racing 92       | 13 - 20 | Stade rochelais |
| Stade rochelais | 24 - 21 | Leinster        |

Phase finale
Les huitièmes de finale se jouent en deux manches les week-ends du 10 avril 2022 et du 17 avril 2022.
| Club            | Aller   | Total   | Retour  | Club                  |
| --------------- | ------- | ------- | ------- | --------------------- |
| Stade rochelais | 31 - 13 | 62 - 36 | 31 - 23 | Union Bordeaux Bègles |

| Club            | Score   | Club            |
| --------------- | ------- | --------------- |
| Stade rochelais | 31 - 19 | Montpellier HR  |
| Racing 92       | 13 - 20 | Stade rochelais |
| Stade rochelais | 24 - 21 | Leinster        |

### 2022-2023
Champions Cup 2022-2023
Phase de poule
Phase finale
|                    | Club            | Score   | Club             |
| ------------------ | --------------- | ------- | ---------------- |
| Huitième de finale | Stade rochelais | 29 - 26 | Gloucester Rugby |
| Quart de finale    | Stade rochelais | 24 - 10 | Saracens         |

| Demi-finale 30 avril 2023 16 h | Stade rochelais | 47 - 28 (26 - 7) | Exeter Chiefs | Matmut Atlantique, Bordeaux 41 204 spectateurs Arbitre : Jaco Peyper |
| Demi-finale 30 avril 2023 16 h | Essai(s) : 7 : Raymond Rhule (9e, 44e), Ulupano Seuteni (23e), Grégory Alldritt (32e), Tawera Kerr-Barlow (39e, 68e), Pierre Bourgarit (54e) Transformation(s) : 6 : Antoine Hastoy (10e, 24e, 40e, 45e, 55e, 69e) | Rapport          | Essai(s) : 4 : Sam Simmonds (6e), Josh Iosefa-Scott (59e), Olly Woodburn (70e), Jack Yeandle (75e) Transformation(s) : 4 : Joe Simmonds (7e, 60e, 71e, 76e) Carton(s) jaune(s) : Dan Frost (31e) | Matmut Atlantique, Bordeaux 41 204 spectateurs Arbitre : Jaco Peyper |
| Demi-finale 30 avril 2023 16 h | | Rapport          | | Matmut Atlantique, Bordeaux 41 204 spectateurs Arbitre : Jaco Peyper |

| Finale 20 mai 2023 17:45 beIn Sports, France 2 | Leinster Rugby | 26 - 27 (23 - 14) | Stade rochelais | Aviva Stadium, Dublin 51 700 spectateurs Arbitre : Jaco Peyper |
| Finale 20 mai 2023 17:45 beIn Sports, France 2 | Essai(s) : 3 : Dan Sheehan (2e, 12e), Jimmy O'Brien (7e) Transformation(s) : 1 : Ross Byrne (2e) Pénalité(s) : 3 : Ross Byrne (23e, 31e, 47e) Carton(s) jaune(s) : Rónan Kelleher (71e) Carton(s) rouge(s) : Michael Alaalatoa (78e) | Rapport           | Essai(s) : 3 : Jonathan Danty (19e), Ulupano Seuteni (38e), Georges-Henri Colombe (72e) Transformation(s) : 3 : Antoine Hastoy (19e, 38e, 72e) Pénalité(s) : 2 : Antoine Hastoy (44e, 50e) Carton(s) jaune(s) : Tawera Kerr-Barlow (10e), Jonathan Danty (74e) | Aviva Stadium, Dublin 51 700 spectateurs Arbitre : Jaco Peyper |
| Finale 20 mai 2023 17:45 beIn Sports, France 2 | | Rapport           | | Aviva Stadium, Dublin 51 700 spectateurs Arbitre : Jaco Peyper |

## Bilan

### Meilleurs marqueurs d'essais

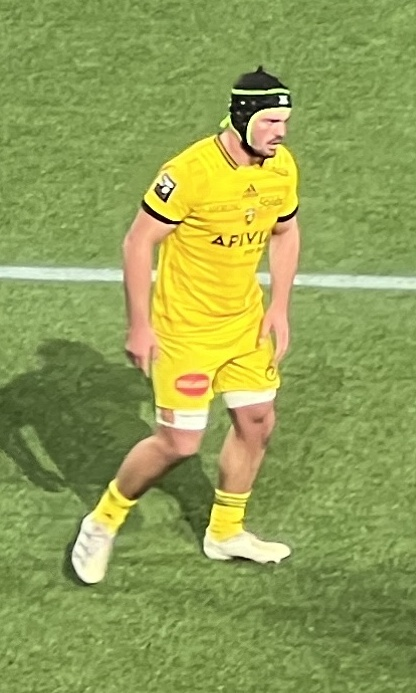
Grégory Alldritt, meilleur marqueur de l'histoire européenne du Stade rochelais.

| Rang | Joueur              | Poste                  | Période     | Essais |
| ---- | ------------------- | ---------------------- | ----------- | ------ |
| 1    | Grégory Alldritt    | Troisième ligne centre | Depuis 2018 | 14     |
| -    | Levani Botia        | Centre                 | Depuis 2014 | 14     |
| 3    | Tawera Kerr-Barlow  | Demi de mêlée          | Depuis 2017 | 12     |
| 4    | Raymond Rhule       | Ailier                 | 2020-2023   | 9      |
| -    | Pierre Bourgarit    | Talonneur              | Depuis 2017 | 9      |
| 6    | Arthur Retière      | Ailier                 | 2016-2022   | 8      |
| -    | Geoffrey Doumayrou, | Centre                 | 2017-2021   | 8      |
| -    | Ulupano Seuteni     | Centre                 | Depuis 2022 | 8      |
| 9    | Kini Murimurivalu   | Arrière                | 2014-2020   | 7      |
| 10   | Vincent Rattez      | Ailier                 | 2016-2020   | 6      |
| -    | Hikairo Forbes      | Talonneur              | 2014-2019   | 6      |
| -    | Dillyn Leyds        | Ailier                 | Depuis 2020 | 6      |

### Meilleurs réalisateurs
| Rang | Joueur                  | Poste                  | Période               | Points | Essais | Transf. | Pén. | Drops |
| ---- | ----------------------- | ---------------------- | --------------------- | ------ | ------ | ------- | ---- | ----- |
| 1    | Ihaia West              | Demi d'ouverture       | 2018-2022 Depuis 2023 | 231    | 4      | 40      | 46   | 1     |
| 2    | Antoine Hastoy          | Demi d'ouverture       | Depuis 2022           | 182    | 2      | 41      | 30   | 0     |
| 3    | Brock James             | Demi d'ouverture       | 2016-2018 2019-2020   | 90     | 0      | 21      | 16   | 0     |
| 4    | Jean-Baptiste Élissalde | Demi de mêlée          | 1997-2002             | 87     | 2      | 19      | 11   | 2     |
| 5    | Grégory Alldritt        | Troisième ligne centre | Depuis 2018           | 70     | 14     | 0       | 0    | 0     |
| 6    | Levani Botia            | Centre                 | Depuis 2014           | 65     | 13     | 0       | 0    | 0     |
| 7    | Tawera Kerr-Barlow      | Demi de mêlée          | Depuis 2017           | 60     | 12     | 0       | 0    | 0     |
| 8    | Raymond Rhule           | Ailier                 | Depuis 2020           | 45     | 9      | 0       | 0    | 0     |
| -    | Pierre Bourgarit        | Talonneur              | Depuis 2017           | 45     | 9      | 0       | 0    | 0     |
| 10   | Arthur Retière          | Ailier                 | 2016-2022             | 43     | 8      | 0       | 1    | 0     |

### Plus grands nombres de matchs joués

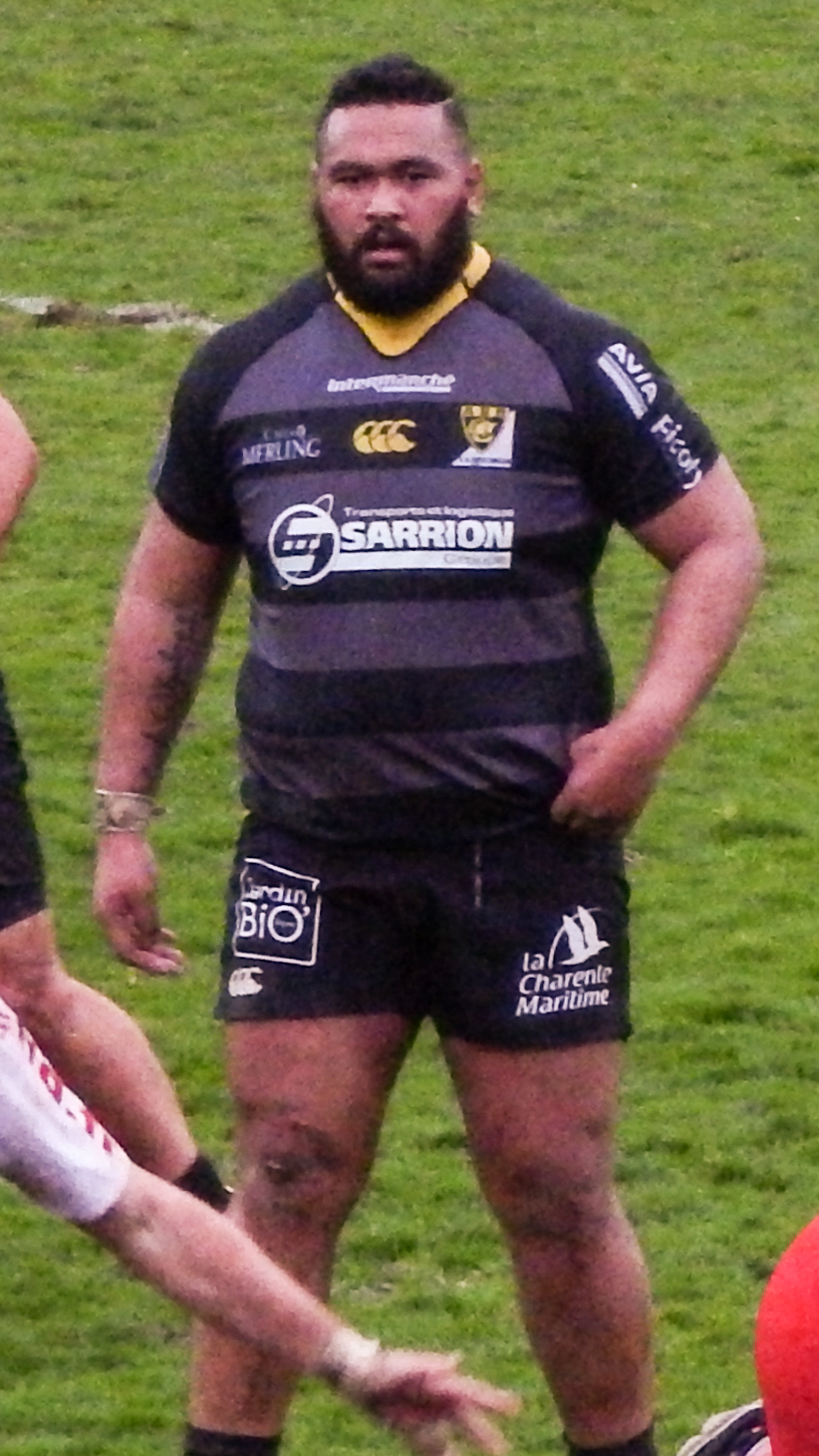
Uini Atonio, joueur ayant disputé le plus de rencontres européennes avec le Stade rochelais.

| Rang | Joueur             | Poste                  | Période     | Matchs |
| ---- | ------------------ | ---------------------- | ----------- | ------ |
| 1    | Uini Atonio        | Pilier                 | Depuis 2014 | 54     |
| 2    | Levani Botia       | Centre                 | Depuis 2014 | 53     |
| 3    | Romain Sazy        | Deuxième ligne         | 2010-2023   | 52     |
| 4    | Grégory Alldritt   | Troisième ligne centre | Depuis 2018 | 43     |
| 5    | Tawera Kerr-Barlow | Demi de mêlée          | Depuis 2017 | 42     |
| 6    | Pierre Bourgarit   | Talonneur              | Depuis 2017 | 40     |
| 7    | Dany Priso         | Pilier                 | 2016-2022   | 35     |
| 8    | Kevin Gourdon      | Troisième ligne aile   | 2014-2021   | 33     |
| 9    | Thomas Lavault     | Deuxième ligne         | Depuis 2019 | 32     |
| 10   | Reda Wardi         | Pilier                 | Depuis 2019 | 30     |